# IC 163
IC 163 ist eine Balken-Spiralgalaxie vom Hubble-Typ SBdm im Sternbild Widder auf der Ekliptik. Sie ist schätzungsweise 128 Millionen Lichtjahre von der Milchstraße entfernt und hat einen Durchmesser von etwa 65.000 Lichtjahren. Sie ist Mitglied der zehn Galaxien umfassenden NGC 691-Gruppe (LGG 34).
Das Objekt wurde am 27. Dezember 1866 vom US-amerikanischen Astronomen Truman Henry Safford entdeckt.